# 1864 (série télévisée)
1864 est une série télévisée danoise historique en huit épisodes de 58 minutes créée par Ole Bornedal et diffusée entre du 12 octobre au 30 novembre 2014 sur DR1.
En France, la série est intitulée 1864 - Amour et trahisons en temps de guerre et diffusée en juin 2015 sur la chaîne Arte. La série se déroule dans le contexte de la guerre des Duchés qui se déroule de janvier à octobre 1864 entre le Danemark, la Prusse et l'Autriche.

## Synopsis
Deux jeunes garçons, Peter et Laust, vivent le retour de leur père de la Première guerre de Schleswig opposant le Danemark à la Prusse et à l’Autriche. Ayant grandi, les deux frères amoureux de la même femme, Inge, s'engagent à leur tour dans l'armée danoise à la suite du déclenchement de la Seconde guerre de Schleswig ; les Danois réclamant ce territoire.

## Distribution
- Nicolas Bro (VF : Emmanuel Gradi) : Ditlev Gothard Monrad
- Rainer Bock : Otto von Bismarck
- Rasmus Bjerg (en) : Colonel Møller
- Waage Sandø (en) : le baron
- Jakob Oftebro : Laust
- Jens Sætter-Lassen : Peter
- Marie Tourell Søderberg (de) : Inge
- Pilou Asbæk (VF : Boris Rehlinger) : Didrich
- Sidse Babett Knudsen : l'actrice Johanne Luise Heiberg
- Peter Plaugborg : le sergent Jespersen
- Zlatko Burić : Ignazio
- Eva Josefíková (cs) : Sophia
- Rasmus Botoft : instituteur
- Søren Sætter-Lassen (en) : Général Christian de Meza
- Helle Fagralid : Ingrid
- Henrik Prip (en) (VF : Yann Guillemot) : Christian IX
- Søren Pilmark : ministre de la Guerre danois E. A. Lundbye (da)
- Olaf Johannessen (en) : Carl Christian Hall
- Louise Mieritz : Emilie
- Søren Malling : Johan
- Jens Jørn Spottag (VF : Gabriel Le Doze) : Général Glode du Plat
- Johannes Lassen (VF : Stanislas Forlani) : Lieutenant Wilhelm Dinesen
- Esben Dalgaard Andersen : Erasmus
- Troels Malling Thaarup (da) : Schau
- Barbara Flynn (en) : Victoria, reine du Royaume-Uni de Grande-Bretagne et d'Irlande
- James Fox : Lord Palmerston
- Besir Zeciri : Zlatko
- Anders Heinrichsen (VF : Tristan Petitgirard) : Juul, jeune
- Peter Gilsfort : estate caretaker
- Bent Mejding (VF : Jean-Claude Donda) : Baron Severin
- Sarah-Sofie Boussnina : Claudia
- Heikko Deutschmann : Helmuth Karl Bernhard von Moltke
- Lars Mikkelsen (VF : Patrick Béthune) : Thøger
- Stig Hoffmeyer : Hans Christian Andersen
- Kristian Halken : Georg Gerlach

## Production
1864 est la plus grosse production danoise pour la télévision avec six mille figurants et cent soixante comédiens dont certains ayant déjà joué dans les séries Borgen, une femme au pouvoir et The Killing.
La série a d'abord été diffusée sur la chaine DR1 le 12 octobre 2014. Elle a été tout de suite critiquée pour des erreurs historiques. Le producteur de la série, Peter Bose, commenta ces critiques « Nous nous attendions à des débats mais sommes plutôt surpris de ce lynchage continu ».